# La escuela de Freddie
La escuela de Freddie es una novela de 1982 de la escritora británica Penelope Fitzgerald. Es la última de sus novelas que se basa directamente en sus experiencias personales, y se centra en una augusta pero destartalada escuela de teatro londinense para niños, The Temple. La propia Fitzgerald había sido profesora de estudios generales en la escuela de teatro Italia Conti. La escuela de la novela se conoce como Freddie's por su anciano director Freddie Wentworth, un personaje basado en parte en el de la empresaria Lilian Baylis. El libro recibió críticas mixtas en su primera publicación en el Reino Unido, y en su aparición en 1985 en los Estados Unidos.

## Argumento
La novela está ambientada en el centro de Londres, en 1963. La escuela de teatro Temple (a menudo conocida como Freddie's) es propiedad de su director, Freddie Wentworth, que la dirige desde hace 40 años. La escuela, una institución augusta pero deficiente, ofrece formación en teatro de Shakespeare y otros géneros a los niños actores, evitando deliberadamente trabajos más rentables como la televisión, el cine y el modelaje. A pesar de las presiones para que se modernice por parte de su hermano abogado y de Joey Blatt, un inversor en ciernes, Freddie prefiere mendigar o pedir prestado todo lo que necesita a la comunidad teatral local, confiando en su reputación y su encanto. Gasta lo menos posible en personal, contratando sólo a dos profesores temporales de estudios generales para los alumnos: Hannah Graves y Pierce Carroll.
Hannah procede de un entorno católico de Irlanda del Norte, y ha aceptado el papel como una entrada en su apreciado mundo del teatro. Carroll, unos 10 años mayor, procede de un entorno protestante represivo; no le interesa el teatro y ha aceptado el puesto simplemente porque no puede conseguir otro. Los profesores se ven mucho durante sus largas horas de trabajo, y Caroll se siente atraído por Hannah. Al darse cuenta de su incompetencia en la enseñanza, como en todo lo demás, la atracción de Carroll se convierte en un malsano enamoramiento y, después de que Hannah, por compasión, le ofrezca sexo, lo encuentra asumiendo que el matrimonio vendrá después. Sin embargo, Hannah se ha liado con "Boney" Lewis, un actor profesional de más edad que participa en una producción del West End de la obra de Shakespeare El rey Juan.
Freddie's proporcionará dos niños actores que interpretarán al joven Príncipe Arturo en El rey Juan. Mattie Stewart asumirá el papel al principio de la representación, cediendo el testigo a Jonathan Kemp más tarde. Aunque es un actor competente, Mattie tiene dificultades para interpretar el papel, y su miedo a las alturas le hace especialmente difícil ser convincente en la escena en la que tiene que saltar desde las almenas del castillo hacia su muerte. Jonathan es el actor con más talento natural y se da cuenta de que, para que la escena sea realista, tendrá que practicar el salto repetidamente. En el clímax de la novela, Jonathan practica sus saltos solo en la oscuridad nevada desde un alto muro que rodea el patio trasero de la escuela, pavimentado con ladrillos, después de haberse quedado encerrado accidentalmente en él fuera de horario. Al mismo tiempo, Freddie ha salido a cenar por primera vez en muchos años, habiendo decidido por fin aceptar la oferta de Joey Blatt para invertir. Ella le informa de su decisión, pero cuando le confiesa lo personalmente conmovedora que le resulta la actuación de Mattie, ella le ataca airadamente por no tener gusto. La inversión sigue sin resolverse. Mientras tanto, el destino de Jonathan tampoco está claro, la novela termina mientras él sigue escalando y saltando "una y otra vez a la oscuridad".

## Personajes principales
- Frieda ('Freddie') Wentworth: 73 años, directora y propietaria de la escuela de teatro The Temple en el centro de Londres
- Hilary ('The Bluebell') Blewett: asistente de Freddie
- Unwin: el contador de Freddie
- Hannah Graves: 20 años, profesora de estudios generales; de una familia católica de Irlanda del Norte
- Pierce Carroll: unos 30 años, profesor de estudios generales; de una familia protestante de Irlanda del Norte
- Matthew ('Mattie') Stewart: estudiante de 11 años
- Jonathan Kemp: estudiante de 9 años; un actor naturalmente dotado
- James Wentworth: hermano de Freddie, abogado
- Joey Blatt: conocido comercial del padre de Mattie
- 'Boney' Lewis: actor, 43 años
- Ed Voysey: director de El rey Juan.

## Trasfondo
Fitzgerald centró el libro en las experiencias de su primer trabajo como profesora, en la escuela de teatro Italia Conti de Clapham (Londres), donde enseñaba asignaturas generales a niños aspirantes a actores. La escuela se encontraba entonces en una gran casa eduardiana en mal estado, y el "departamento académico" se apretujaba en cuatro minúsculas oficinas en la planta superior. Fitzgerald iba a menudo a los teatros con sus libros para dar clases particulares entre bastidores a los niños que trabajaban.
La biógrafa de Fitzgerald, Hermione Lee, calificó el personaje de Freddie como "en parte, una enorme broma, un Falstaff femenino, una criatura inmensa, chamuscada y sedentaria que frunce el ceño en su maloliente y destartalada guarida carmesí". Una de sus inspiraciones fue Lilian Baylis, tal vez por el Homenaje a una Dama de Violet May de 1975.
La escuela de Freddie fue la última de las novelas de Fitzgerald que se basó en sus propias experiencias personales, antes de embarcarse en sus llamadas "novelas históricas".

## Recepción de la crítica
La recepción de la crítica fue variada. En The Times, Flora Casement consideró que La escuela de Freddie era "convincente y agradable" por su estilo original y su final satisfactoriamente imprevisible. Para The Sunday Times, Nicholas Shrimpton consideró que el libro, tomado como novela, era un mero popurrí de anécdotas nostálgicas. Pero tomado como documento histórico le pareció "una maravillosa declaración directa de la mezcla de fascinación y aversión con la que los británicos siguen acercándose a su teatro".
En su reseña de la primera publicación en EE. UU. en 1985 para The New York Times Book Review, Roxanna Robinson calificó la novela de "bien educada, bien escrita y olvidable al instante". Y en The Washington Post, Anne Tyler dijo que el libro, como una caricatura de Hirschfeld, tiene como único objetivo delinear, describir. Pero lo hace admirablemente bien.
Peter Wolfe calificó el libro en 2004 como "una novela cuyas vertiginosas ironías morales, su ritmo inteligente y sus hábiles piezas escénicas le dan una verdadera gracia".
En su biografía de 2013, Hermione Lee señaló que los teatros del West End del Londres de los años sesenta se invoca con brío, y que cada pequeña parte del personaje invoca el tiempo entre la posguerra y el Londres moderno. Preguntada en entrevistas sobre la conclusión del libro, Fitzgerald declaró que su intención era que Jonathan muriera, o que los lectores pensaran que lo haría. Lee señala, sin embargo, que la novela no nos lo dice: la comedia se cierne sobre el borde de la tragedia, y el equilibrio se mantiene perfectamente sin resolver.

## Adaptaciones
En 2015 se anunció que David Nicholls había recibido el encargo de escribir una versión teatral para The Old Vic de Londres, pero la obra nunca apareció. En 2016, BBC Radio 4 Extra emitió una dramatización, con Margaret Tyzack como Freddie.